# 坎沙旅
坎沙旅，是恐怖主義組織伊斯蘭國在2014年2月2日成立的分支，成員全為女性；組織的主要工作是管理伊斯蘭國控制地區內民眾的行為，亦有部分成員在前線為伊斯蘭國作戰。

## 沿革
不少居於西方國家的女性穆斯林加入了控制敘利亞和伊拉克大片地區的恐怖組織伊斯蘭國；這些女性最少有550人（數據截至2015年2月），佔所有來自外國的伊斯蘭國武裝份子之10%（數據截至2014年9月）。2014年2月2日，伊斯蘭國成立坎沙旅和另一女性分支「烏姆奥拉杨」，宣稱旨在揭露偽裝為婦女的男性反伊斯蘭國人士；伊斯蘭國高層又聲稱此舉是為了提升女性對伊斯蘭教的關注，又指聖戰不單是男性的責任，女性也要參與其中。

## 成員
根據伊斯蘭國的要求，加入坎沙旅的女性必須為單身，年齡介乎18至25歲，成為坎沙旅一員後不可受僱於其他組織。坎沙旅成員的月薪為25,000敘利亞鎊，伊斯蘭國會向她們提供棲身之處和糧食，亦會訓練她們使用槍械。
截至2014年9月，60名來自英國的女性來到了伊斯蘭國控制地區，並加入坎沙旅。离家出走到敘利亞、加入伊斯兰国的英国少女阿克萨·马哈茂德據報成為了坎沙旅的其中一名領導人，曾手持一枚被斬下的人頭拍照。

## 意識形態
坎沙旅曾發佈一篇題為《伊斯蘭國婦女：宣言及案例》的宣言，反對性別平等，認為女性沒有劳动所需要的思想和體力，故不適宜工作，也不應努力考取學位、學習科學知識，相夫教子才是婦女首要的角色；宣言認為女性應該隱蔽自己，只可在特殊情況下離家。此外，這份宣言又稱女性合法結婚年齡為9歲，貞潔的少女通常在16歲或17歲時結婚。

## 工作
坎沙旅的主要工作是管理伊斯蘭國控制地區內民眾的行為，懲處涉嫌違抗伊斯蘭國武裝份子的民眾，但亦有部分成員與男性武裝份子共同在前線作戰。坎沙旅成員在街上佩備武裝巡邏，在检查站和突擊行動中陪伴男性武裝份子搜索婦女，觀察有沒有反抗伊斯蘭國的男性偽裝為婦女，執行伊斯蘭國對女性的衣着和道德規範；有坎沙旅成員以酸性溶液令15名不願穿上尼卡布的女子遭到毀容，亦有成員以乳房鉗虐待公開哺乳的婦女。坎沙旅成員也會鞭打企圖逃離伊斯蘭國控制地區或衣着不合規範的女性，前者需被鞭笞60下，後者需被鞭笞40下。
此外，坎沙旅亦負責監管被伊斯蘭國武裝份子擄獲的雅茲迪女性。

## 分析
研究機構「恐怖主義研究計劃」在其線上出版物《對恐怖主義的視角》中表示，伊斯蘭國需要以女性作為嚴格控制民眾行為的手段，從而促使人民畏懼和服從，建立起獨裁統治；評論認為，女性能以男性不能夠做到的方法來管控平民，也能招募婦女加入伊斯蘭國，所以女性武裝份子的角色並不限於執行道德規範。